# Сахаутдінова Мастюра Низамівна
Сахаутдінова Мастюра Низамівна (нар. 7 січня 1903 року, Верхні Кіги, Златоустовський повіт, Уфимська губернія, Російська імперія) — пом. 2 березня 1996, Уфа, Росія) — башкирський інженер‑архітектор, державний діяч. Перша жінка — народний комісар Башкирської АРСР. Член спілки архітекторів СРСР (1936). Заслужений архітектор Республіки Башкортостан (1993). Кавалер ордена Трудового Червоного Прапора (1949), двох орденів Знак Пошани (1949, 1967).

## Біографія

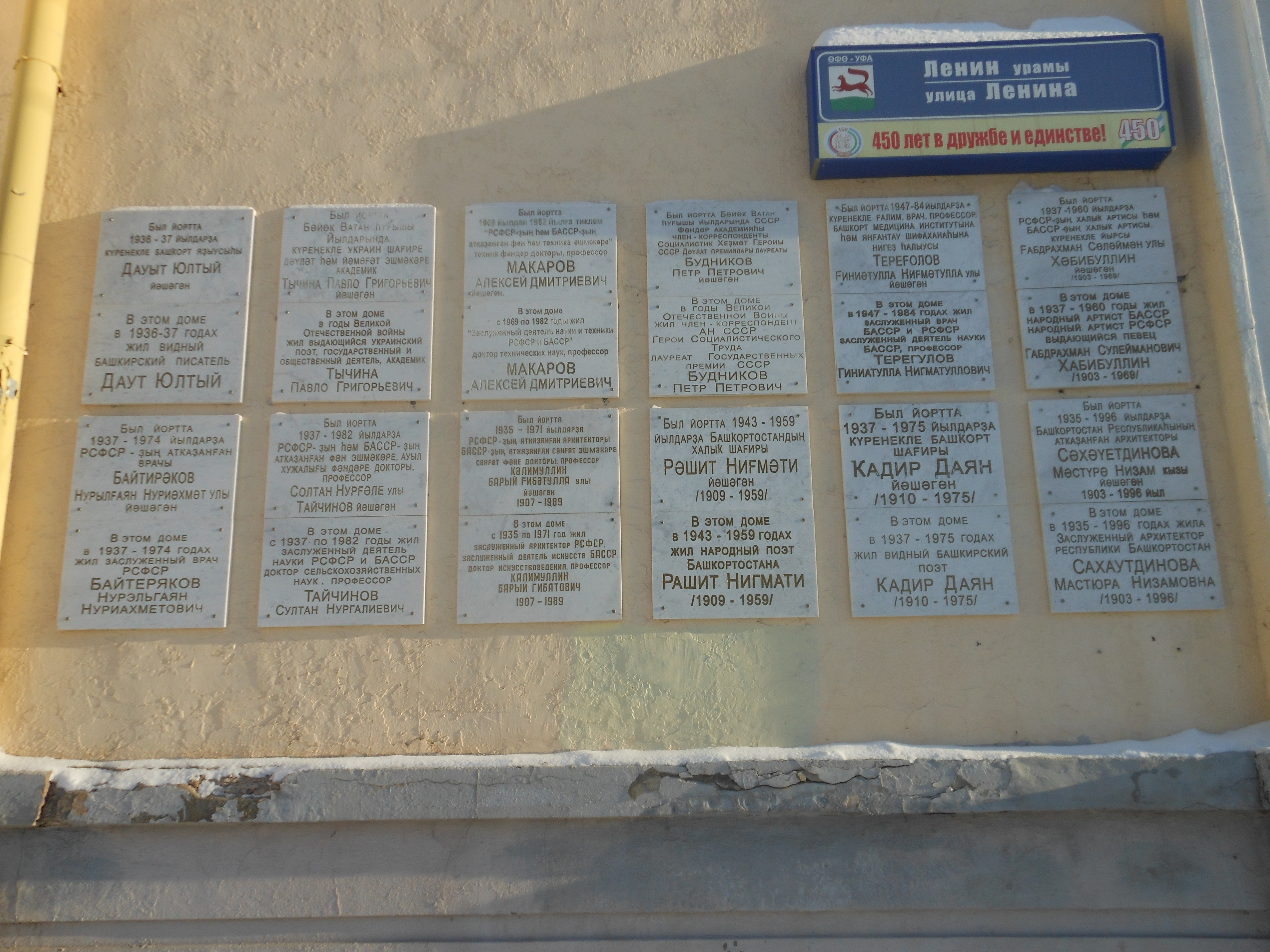
Меморіальні дошки на Будинку спеціалістів (вул. Леніна, 2) в Уфі.

Мастюра Низамівна Сахаутдінова народилася 7 січня 1903 року в селі Верхні Кіги Златоустівського повіту (нині Кігинського району Республіки Башкортостан у багатодітній родині. Рано залишилася сиротою, виховувалася в родині діда, де було ще четверо сиріт. У становленні Мастюри як особистості велику роль зіграв її рідний дядько, який хотів, щоб племінниця стала вчителькою, саме він влаштував Мастюру на навчання до школи.
Умови були дуже суворі, дівчаткам що навчались у сільській чоловічій школі, як виключення (дві росіянки, три башкирки), заборонялося навіть розмовляти з хлопчиками. Входили вони до приміщення школи через чорний хід.
У 14 років Мастюра успішно закінчила двокласну чоловічу російсько-башкирську школу, отримала право вступу до Уфимської учительської семінарії. Але почалася громадянська війна і вона не змогла реалізувати цю мрію. Навчалася у Златоустівській тюрксько-татарській семінарії, з яку закінчила достроково.
У 1919 році Мастюра повернулася бо рідного села.
Після закінчення громадянської війни організувала в селі комсомольський осередок і в складі загону особливого призначення охороняла сільських установ і складів від прихильників колишнього царського режиму, які переховувалися в навколишніх лісах. Брала участь Мастюра Низамівна і в створенні перших артілей і комун, жіночих рад у своєму повіті та ліквідації неписьменності. Активну, жваву, освічену Мастюру Низамівну залучили до роботи в Радах, а на початку 1930-х років їй запропонували поїхати на навчання до Москви.
У 1936 році Мастюра Сахаутдінова закінчила Військово-інженерну академію імені В. В. Куйбишева (нині Військовий інститут (інженерних військ) Загальновійськової академії Збройних Сил Російської Федерації) в Москві за фахом-інженер — архітектор. Мастюра Сахаутдінова — перша жінка — архітектор Башкортостану.
У 1936—1937 роках Мастюра Сахаутдінова працювала головним архітектором, заступником керуючого у проектно-планувальному тресті «Башпроект» (Уфа).

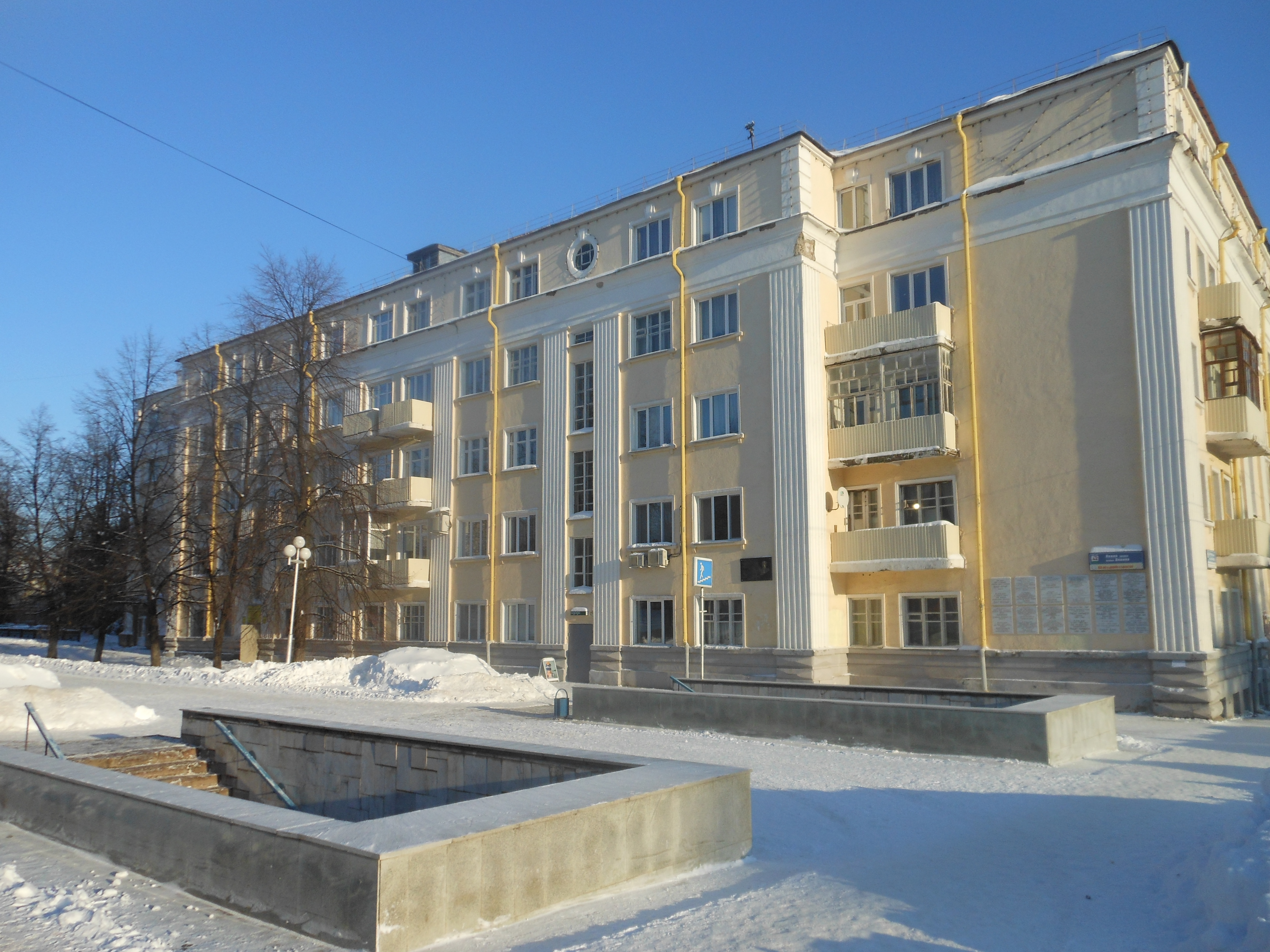
Будинок фахівців. Вулиця Леніна, 2 (Уфа)

З 1937 року Мастюра Сахаутдінова призначена на пост народного комісару комунального господарства Башкирської АРСР (перша жінка-нарком Башкортостану). Також, у 1938—1943 роках — голова правління Спілки архітекторів Башкирської АРСР.
З 1939 року — голова науково-технічної ради, з 1942 року — заступник голови Ради народних комісарів Башкирської АРСР.
У роки німецько-радянської війни, будучи заступником глави уряду Башкирської АРСР, Мастюра Низамівна Сахаутдінова очолювала роботу з розміщення у містах і селищах республіки евакуйованих підприємств із західних районів СРСР (всього 111 великих підприємств, 172 разом із цехами). Потрібно було оперативно вирішувати питання, пов'язані з транспортуванням, розвантаженням обладнання, розміщення, підготовки майданчиків для нового будівництва, вирішити житлові, продовольчі питання тощо.
В 1943 році Мастюра Низамівна отримала повідомлення з фронту про загибель чоловіка, але вона, навпаки, намагалася підтримувати жінок, які втратили на війні близьких.
У 1945—1962 роки перейшла на посаду начальника управління у справах архітектури Ради міністрів Башкирської АРСР.
Наукові роботи Мастюри Сахаутдінової присвячені питанням цивільного будівництва в республіці. Брала участь в проектуванні ряду житлових і громадських будівель Башкортостану у другій половині 1930-х років для Уфи, Бєлорєцька, у розробці проекту майбутнього міста нафтовиків Ішимбая.
Депутатка Верховної Ради Башкирської АРСР 2, 3, 4-го скликань (1947—1951, 1951—1955, 1955—1959).
За доблесну працю і видатні заслуги перед Вітчизною Мастюра Низамівна Сахаутдінова нагороджена орденом Трудового Червоного Прапора (1949), двома орденами «Знак Пошани» (1949, 1967).

## Праці
- Город Уфа. — М., 1948. (співавтор)

## Нагороди та почесні звання
- Орден Трудового Червоного Прапора (1949)
- Орден «Знак Пошани» (1949, 1967)
- Заслужений архітектор Республіки Башкортостан (1993)

## Пам'ять
- В Уфі на будинку, в якому жила Мастюра Сахаутдінова (вулиця Леніна, 2) встановлена меморіальна дошка
- В районному центрі Кігинського району Республіки Башкортостан селі Верхні Кіги одна з вулиць носить ім'я Мастюри Сахаутдінової.